# Colobaspis omeiensis
Colobaspis omeiensis es una especie de coleóptero de la familia Megalopodidae.

## Distribución geográfica
Habita en China.